# Alucio

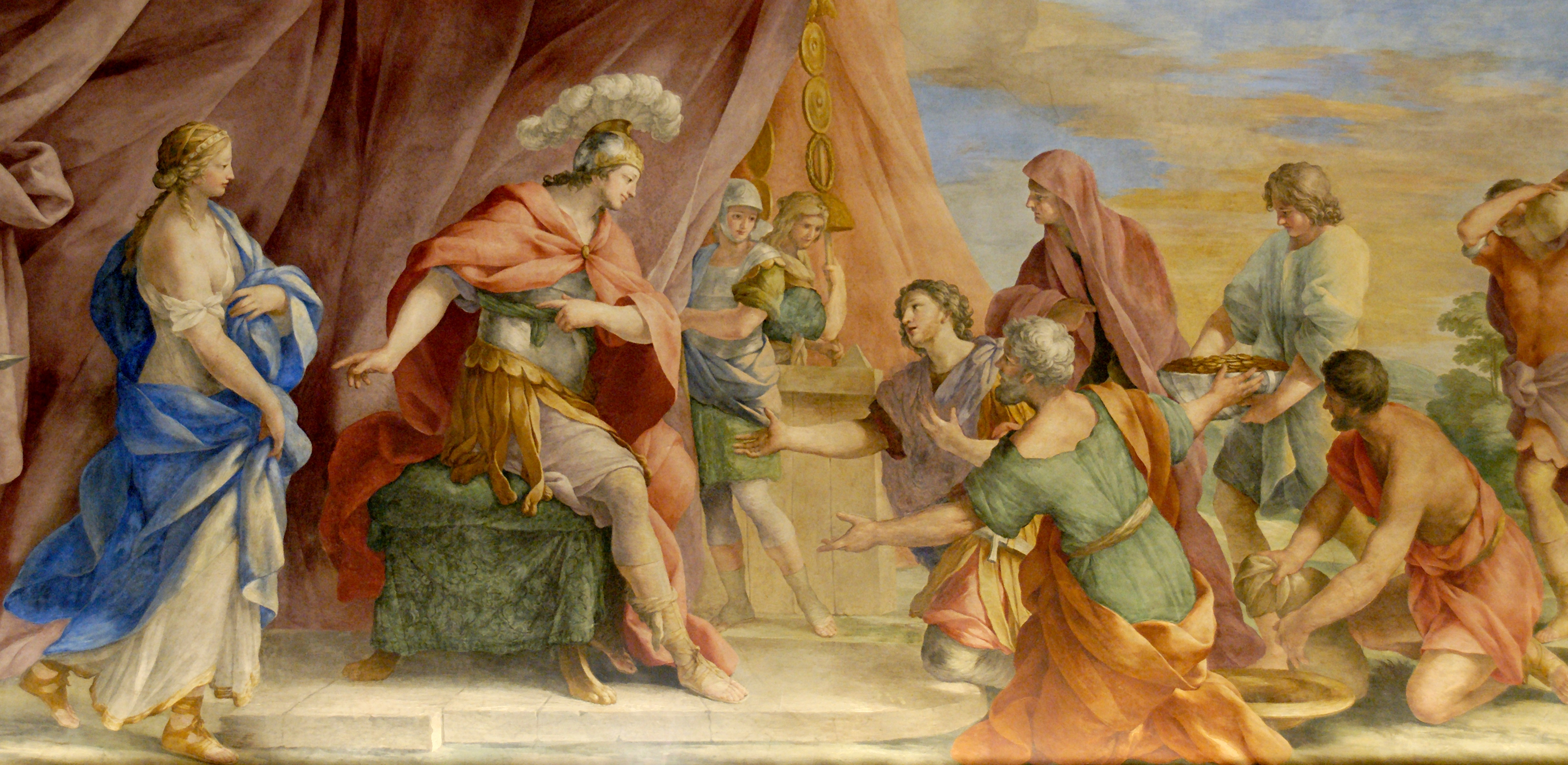
La continencia de Escipión, de Giovanni Francesco Romanelli.

Alucio o Allucio (latín: Aluccius) fue un príncipe celtíbero de una tribu no identificada de los alrededores de las murallas de Qart Hadasht (moderna Cartagena).
Debido a la política cartaginesa en Hispania de retener a familiares de los jefes indígenas para asegurarse su fidelidad, la bella prometida de Alucio se encontraba en el año 209 a. C. en Qart Hadasht, capital de los dominios púnicos, cuando fue tomada por los romanos bajo el mando del general Escipión el Africano en el transcurso de la segunda guerra púnica.
Con la urbe conquistada, Escipión pidió un rescate por la princesa, y Alucio, profundamente enamorado de ella, respondió llevando hasta el romano un inmenso tesoro. Al contemplar el dolor de los amantes, Escipión se apiadó, liberó a la mujer y entregó el rescate como dote para las nupcias.
Agradecido por el gesto del general romano, Alucio puso a disposición de su ejército una tropa de 1.400 jinetes y le regaló un broquel (escudo labrado en plata, abundante en las minas cartageneras de aquel tiempo). Escipión perdió el regalo vadeando el Ródano, que presuntamente fue encontrado en 1665 por unos pescadores que lo sacaron con sus redes.
El episodio, conocido en la historia del arte como "La clemencia de Escipión", está recogido por los historiadores romanos Tito Livio, Silio Itálico, Apiano y Dion Casio, que aprovechan el suceso para elogiar a Escipión y utilizarlo como ejemplo de magnánimo comportamiento.